# NGC 339
NGC 339 (другое обозначение — ESO 29-SC25) — рассеянное скопление в созвездии Тукан.
Этот объект входит в число перечисленных в оригинальной редакции «Нового общего каталога».